# Паоло Несполи
Паоло Анджело Несполи (на италиански: Paolo Angelo Nespoli) е италиански инженер, астронавт на ЕКА, 5-и астронавт на Италия.

## Биография
Роден е на 6 април 1957 г. в Милано, Ломбардия, Италия. След завършване през 1977 г. на лицея „Паоло Фризи“ в Милано Паоло Несполи e повикан в армията. След обучение във военнопарашутната школа в Пиза получава квалификация инструктора по парашутен спорт. От 1980 г. започва да служи в 9-и щурмови полк „Кол Москин“ в Ливорно, превръщайки се през 1981 г. в професионален командос. През 1982—1984 г. служи в състава на Италианския контингент на многонационалните сили за поддържане на мира в Ливан на командирска длъжност. След завръщането си в Италия е произведен в офицер. След три години излиза в запаса.

## Образование
Още преди да напусне въоръжените сили, през 1985 г., Несполи постъпва в Политехническия институт на Нюйоркския университет и през 1988 г. получава степен бакалавър по аерокосмическо машиностроене, а година по-късно — магистър на науките по аеронавтика и астронавтика.
През 1989 започва да работи като инженер-проектант в компанията Proel Tecnologie във Флоренция, където взема участие в създаването на основните звена на италианския спътник TSS.
През 1991 г. започва работа в Европейския астронавтски център в Кьолн (Германия), където се занимава с инженерната подготовка на астронавти на ЕКА.
През 1995 г. Несполи е изпратен в Нордвайк (Нидерландия), в Европейски център за космически изследвания и технологии (ESTEC), където в рамките на съвместния проект „Евромир“ отговарял за настройката и инсталиране на компютъра, осигуряващ изпълнението на експериментите и поддръжка на екипажа на руската орбитална станция „Мир“.
През 1996 г. е прехвърлен в Космически център Линдън Джонсън за работа по подготовка на екипажите за МКС.

## Космическа подготовка
През юли 1998 г. в резултат на 3-тия набор на Италианската космическа агенция (ИКА) Паоло Несполи е избран за включване в европейския отряд на астронавтите и през август започва общокосмическа подготовка в Центъра „Л. Джонсън“ заедно с американските астронавти от Група НАСА-17. След две години получава квалификация специалист на полетите. През юли 2001 г. успешно завършва подготовка по управление на дистанционния манипулатор на космическия кораб „Спейс шатъл“, а през септември 2003 г. – по работа в открития космос.
През август 2004 г. Несполи е командирован в Центъра за подготовка на космонавти „Ю. Гагарин“, където преминава начална подготовка за полети на кораба „Союз ТМА“. След това той се връща в Хюстън, където минава задълбочена подготовка, която затвърждава придобитите навици. Освен това изпълнявал някои видове технически работи за НАСА, ЕКА и ИКА.
Чак през юни 2006 г. Паоло Несполи получава назначение в екипаж за мисията STS-120.

## Космически полети

### Полет с „Дискавъри“
Първият си космически полет 50-годишният Паоло Несполи извършва като специалист на мисията от 23 октомври до 7 ноември 2007 г. Основните задачи на мисията STS-120 на совалката Дискавъри били посещение на МКС, доставка на 16-и основен екипаж, а също така и съединяването на модула „Хармония“. При скачването на модула, а също така и по време на излизането в открития космос на двама американски астронавт Несполи ги осигурявал от вътрешността на станцията. Освен това той изпълнил и редица експверименти в областта на физиологията и биологията.
Продължителността на полета била 15 денонощия 2 часа 23 минути.

### Полет със „Союз ТМА-20“
На 21 ноември 2008 г. с решение на НАСА Паоло Несполи е назначен за бординженер на Международната космическа станция в дублиращия състав на екипажа на основната експедиция МКС-24 и едновременно в основния екипаж на Експедиция 26.
Във втория си полет 53-годишния Несполи политва в състава на международен екипаж с руския космически кораб „Союз ТМА-20“, който стартира на 15 декември 2010 г. След около денонощие корабът се скачва с МКС. Връщането на Земята е планирано за май 2011 г.

### Полет със Съюз МС-05
Тази мисия е наречена VITA, което е акроним на Vitality, Innovation, Technology and Ability. По време на полета прави повече от 60 експеримента. Той прави за първи път запис специално предназначен за Уикипедия.

## Семейство, свободно време
Паоло Несполи е женен за Александра Рябовой, бивша медицинска сестра в ЦПК „Ю. Гагарин“, има дъщеря. Любител е на туризма и подводно плуване.